# Wolfgang Sellinger
Wolfgang Sellinger (* 15. Februar 1949 in Eichstätt) ist ein deutscher Konzeptkünstler und Galerist. Bekanntheit erlangte er durch die Galerie der Kirchenkritik, einen seit 2010 bestehenden öffentlichen Schauraum in Eichstätt. Hierbei werden die Besucher mit plakativen Bildtafeln konfrontiert, auf denen Sellingers eigene kirchenkritische Aussagen und Zitate bekannter Atheisten zum Nachdenken anregen sollen.

## Biographie

### Kindheit, Jugend und Wehrdienst
Sellinger wurde am 15. Februar 1949 in der Domstadt Eichstätt geboren. Nach der Grundschule besuchte er zunächst die Knabenrealschule Rebdorf, eine von den Herz-Jesu-Missionaren betriebene Internatsschule. Sellingers Erfahrungen dort prägten maßgeblich seine spätere kirchenkritische Einstellung. Dabei sollen die Schüler zu Sellingers Schulzeit im Internat körperliche Misshandlungen erfahren haben. So sollen einige der Patres ihn bei echten oder vermeintlichen Verfehlungen mit den Kordeln ihrer Kutten traktiert, wobei sie auch ins Gesicht schlugen. Am schlimmsten empfand Sellinger dabei allerdings nicht den Schmerz an sich, sondern die demütigende Erfahrung, dass die Geistlichen bei der Züchtigung lachten. An ähnliche disziplinarische Maßnahmen der damals an der Schule unterrichtenden weltlichen Lehrkräfte kann sich Sellinger nicht erinnern. Aufgrund dieser Erlebnisse wechselte er im Jahre 1963 an die konfessionsfreie Realschule in Brannenburg, wo er 1965 die Mittlere Reife erwarb. Nachfolgend schloss er eine Lehre als Groß- und Außenhandelskaufmann in der Schuhbranche ab. Es folgten kaufmännische Tätigkeiten. Mit 18 Jahren trat Sellinger gegen den Willen seines Vaters aus der katholischen Kirche aus.
1969 wurde er zum 18-monatigen Grundwehrdienst der Bundeswehr eingezogen, wo seine autoritätskritische Einstellung jedoch rasch zu einer Einweisung in die Nervenklinik der Universität München und anschließend zur vorzeitigen Entlassung führte. Seitdem ist Sellinger bei Anti-Militär-Aktionen aktiv. In den Jahren ab 1970 war Sellinger im kaufmännischen Bereich im Groß- und Einzelhandel wie auch als Handelsvertreter tätig. Dabei führte er zahlreiche Schuh- und Ledergeschäfte. Im Jahr 1987 wechselte er in die Bereiche Hausverwaltung, genauer in den Bereich Vermietung und Verpachtung.

### Persönliche und politische Entwicklung
Im Jahr 1989 beantragte Sellinger die Staatsbürgerschaft der damaligen DDR. Diese wurde ihm am 6. August 1990 gewährt. Seit 1999 hatte Sellinger immer wieder massive Auseinandersetzungen mit der Verwaltung der Stadt Eichstätt. Dies begann mit einer eigenwilligen Werbemaßnahme Sellingers für das Sonnenstudio seiner Lebensgefährtin Ingrid Schnell. Diese Art der Werbung wollte die Stadtverwaltung nicht akzeptieren. Daraufhin platzierte Sellinger die Werbeschilder des Studios in Eichstätt verteilt an Hauswänden sowie auf Fahrrädern. Am 6. Februar 2001 heiratete er seine langjährige Lebenspartnerin Schnell. Nach Komplikationen bei einer Operation am Herzen seiner Frau gründete Sellinger 2021 das Weltliche Trauerportal, worüber man auch ohne religiöser Umgebung um Verstorbene trauern kann.
Des Weiteren engagiert sich Sellinger im Bereich der Pferdehaltung und der Disziplin des Distanzsportreitens. Mitte der 1990er Jahre errichtete er auf dem Hofgut Bergèr auf der Jurahöhe Eichstätts einen Pferdestall, der im Jahr 2000 von der LAG (Laufstall-Arbeits-Gemeinschaft e.V. für artgerechte Pferdehaltung) mit fünf Sternen ausgezeichnet wurde. Unter mehr als 370 Bewerbern erhielt Sellingers Stall den ersten Platz. Die Deutsche Meisterin im Distanzreiten, Belinda Hitzler, bezeichnete den Stall in ihrem Buch „Herausforderung Distanzreiten“ als „vorbildlichen Offenstall“. Darüber hinaus war Sellinger Hauptorganisator des Eichstätter Kirchweihmarkts.
Mit Bekanntwerden der Kindermissbrauchsvorwürfe gegen den Augsburger Bischof Walter Mixa begann Sellingers Protest gegen die katholische Kirche. 2010 forderte er den Rücktritt des Bischofs und im Folgejahr die Aufarbeitung der sexuellen Missbrauchskandale der katholischen Kirche sowie eine „klare Trennung zwischen Kirche und Staat“. Er protestierte sonntags vor Kirchen und beriet mehrere Jahre Menschen über den Kirchenaustritt. Mit 67 Jahren zog sich Sellinger schrittweise aus dem aktiven Berufsleben zurück um sich vornehmlich der Aufgabenstellung seiner Galerie der Kirchenkritik zu widmen, die er im vormaligen Sonnenstudio seiner Frau aufbaute. Er ist Mitglied bei verschiedenen säkularen Organisationen wie dem Bund für Geistesfreiheit, dem Internationalen Bund der Konfessionslosen und Atheisten sowie der Giordano-Bruno-Stiftung und ist heute ein Galerist.
2016 wurde Sellingers Familiengrab vandaliert und er im Treppenhaus seines Hauses angegriffen. Er verletzte sich leicht und erstattete Strafanzeige gegen Unbekannt. Zum Jahrestag des Anschlags auf Charlie Hebdo hielt Sellinger eine Rede, wo er seine Ansicht erklärte, dass religiöse Gefühle verletzt werden dürfen, „wenn dies zur Durchsetzung einer aufgeklärteren und humaneren Sichtweise erforderlich ist“.

## Werke

### Galerie der Kirchenkritik
Im Frühjahr 2010 eröffnete Wolfgang Sellinger die Galerie der Kirchenkritik in der Fuchsbräugasse 1 in Eichstätt. Im Schauraum der Galerie wird der Besucher mit Plakaten und Skulpturen konfrontiert, die sich in provokanter Weise mit der christlichen Glaubensidentität auseinandersetzen. Auf seinen Schautafeln benutzt Sellinger neben eigenen Aussagen häufig auch Zitate bekannter kirchenkritischer Autoren wie Friedrich Nietzsche, Kurt Tucholsky, Richard Dawkins und Karlheinz Deschner. Gegenständliche Ausstellungsstücke beinhalten beispielsweise einen gekreuzigten, ausgestopften Stallhasen als Anspielung auf das christliche Osterfest oder den „Nonnentröster“, ein Kruzifix mit einem an der Basis befestigten Dildo als Kommentar zur katholischen Sexualmoral. Da Eichstätt als Bischofsstadt überwiegend katholisch geprägt ist, stieß die Galerie auf gemischte öffentliche Reaktionen, von ironisch-witzig bei Touristen bis zum Entsetzen bei Einheimischen, die teilweise Anzeige erstatteten.
Nach eigenen Aussagen will Wolfgang Sellinger nicht vorrangig provozieren. Ihm ist daran gelegen seinen „Beitrag zu leisten, dass Kunst-, Rede-, und Pressefreiheit die hohen Güter bleiben, die eine Demokratie auszeichnen, ohne Ansehen von Person, Herkunft oder Glauben“.

### Ausstellungen in der Johanniskirche
Erste Ausstellung
Am 2. August 2013 eröffnete Wolfgang Sellinger in der säkularisierten Johanniskirche in Eichstätt als Erweiterung seiner Galerie eine zweiwöchige Sonderausstellung mit ausgewählten eigenen Exponaten sowie Werken anderer Künstler. Dabei wurden kirchenkritische Skulpturen, Installationen und Transparente gezeigt. Die Nähe des Ausstellungsraumes zum Eichstätter Dom verstand Sellinger bewusst als zusätzliche Provokation. Dies führte dazu, dass Sellinger von Gläubigen angezeigt wurde. Mit Verweis auf das Grundrecht der Meinungsfreiheit wurde jedoch die Klage von der Staatsanwaltschaft Ingolstadt abgewiesen.
Zweite Ausstellung
Trotz der teils negativen Kritik in Presse und Öffentlichkeit entschied sich Sellinger im Jahr 2014 zu einer zweiten Ausstellung in der Johanniskirche. Hierzu ermunterte ihn die große Anzahl positiver Rückmeldungen, die ihn in der Folgezeit erreichte. Gegen eine erneute Ausstellung sammelten der Eichstätter Dompfarrer Josef Blomenhofer, und Pater Michael Huber vom Orden der Herz-Jesu-Missionare im Kloster Rebdorf zusammen mit Frau Margret Weindl über 2000 Unterschriften, die sie der Stadtverwaltung vorlegten. In wiederholten Schreiben hatte Sellinger bereits seit Oktober 2013 die Stadt Eichstätt um die erneute Anmietung der Johanniskirche als Ausstellungsort ersucht. Nachdem die Anfragen unbeantwortet geblieben waren, leitete Sellinger eine Klage wegen Untätigkeit gegen die Stadtverwaltung ein. Nach einer Klage beim Verwaltungsgericht München kam es am 7. Oktober 2015 zur Gerichtsverhandlung. Dabei bekräftigte die Richterin gegenüber dem Vertreter der Stadt die Rechtmäßigkeit von Sellingers Anliegen und erklärte, dass eine „Schau nicht einfach abgelehnt“ werden dürfe, nur weil die Stadt um ihren Ruf fürchtet. Die juristische Auseinandersetzung fand mediales Echo.
Dritte Ausstellung
Vom 1. bis 21. September 2016 fand eine dritte Ausstellung in der Johanniskirche statt. Die Ausstellung hätte bereits 2015 stattfinden sollen. Allerdings hat die Stadt Eichstätt die Überlassung der Räume an Sellinger abgelehnt. Sie begründeten das Vorgehen, dass Sellingers Werke den öffentlichen Frieden stören würden. Das Verwaltungsgericht München hob nach Klage Sellingers diese Entscheidung jedoch auf, sodass die Ausstellung im Folgejahr stattfinden konnte.

### Ausstellungen auf Veranstaltungen
Wolfgang Sellinger stellt regelmäßig auf dem Corso Leopold, auf den Katholikentagen in mehreren deutschen Städten, auf dem Christopher Street Day und auf dem Rebellischen Musikfestival in Truckenthal eine Auswahl seiner Werke zur Schau.

## Rezeption
Christopher Piltz bezeichnet Wolfgang Sellinger im Stern als „Deutschlands Cheflobbyist für den Kirchenaustritt“, der „gerne provoziert“.